# Матилда фон Брауншвайг-Люнебург (1350-1410)
Вижте пояснителната страница за други личности с името Матилда фон Брауншвайг-Люнебург.
Матилда фон Брауншвайг-Люнебург (на немски: Mathilde von Braunschweig-Lüneburg; * ок. 1350; † сл. 16 май 1410) от род Велфи, е дъщеря на Вилхелм II фон Брауншвайг-Люнебург княз на Люнебург. Тя е по-малка полусестра на Елизабет (ок. 1330 – 1384), омъжена 1339 г. за херцог Ото фон Саксония-Витенберг и 1354 г. за граф Николаус фон Холщайн.

## Фамилия
Матилда се сгодява на 23 юни 1355 г. и се омъжва през 1359 г. за братовчед си херцог Лудвиг I фон Брауншвайг-Люнебург († 5 ноември 1367) от род Велфи, който трябва да наследи нейния баща Вилхелм II. Те нямат деца.
На 25 юни 1368 г. Матилда се омъжва втори път за граф Ото I фон Холщайн-Шаумбург († 1404). Двамата имат децата:
- Адолф IX (* ок. 1370, † 9 октомври 1426), ∞ 18 август 1378 за графиня Хелене фон Хоя († 1414)
- Вилхелм (1379 – 1391)
- Матилда († 1440)
- Елизабет (* ок. 1370; † сл. 1425), ∞ Бернхард II фон Дорщат († 1425)
- Аделхайд († 1404), ∞ Дитрих VIII фон Хонщайн-Херинген († 1417)
- Хелена
- Луитгард, ∞ за Лудолф VIII фон Щайнфурт († 1421)
- дете

## Лутература
- Carsten Porskrog Rasmussen, Elke Imberger, Dieter Lohmeier, Ingwer Momsen: Die Fürsten des Landes. Herzöge und Grafen von Schleswig, Holstein und Lauenburg. Wachholtz, Neumünster 2008, ISBN 978-3-529-02606-5.